# Les Portes-en-Ré
Les Portes-en-Ré är en kommun i departementet Charente-Maritime i regionen Nouvelle-Aquitaine i västra Frankrike. Kommunen ligger i kantonen Île de Ré som ligger i arrondissementet La Rochelle. År 2022 hade Les Portes-en-Ré 582 invånare.

## Befolkningsutveckling
| Befolkningsutvecklingen i Les Portes-en-Ré 1968–2021 | Befolkningsutvecklingen i Les Portes-en-Ré 1968–2021 | Befolkningsutvecklingen i Les Portes-en-Ré 1968–2021 | Befolkningsutvecklingen i Les Portes-en-Ré 1968–2021 | Befolkningsutvecklingen i Les Portes-en-Ré 1968–2021 |
| ---------------------------------------------------- | ---------------------------------------------------- | ---------------------------------------------------- | ---------------------------------------------------- | ---------------------------------------------------- |
|                                                      |                                                      |                                                      |                                                      |                                                      |
| År                                                   |                                                      |                                                      | Folkmängd                                            |                                                      |
| 1968                                                 | 1968                                                 |                                                      | 424                                                  |                                                      |
| 1975                                                 | 1975                                                 |                                                      | 478                                                  |                                                      |
| 1982                                                 | 1982                                                 |                                                      | 513                                                  |                                                      |
| 1990                                                 | 1990                                                 |                                                      | 660                                                  |                                                      |
| 1999                                                 | 1999                                                 |                                                      | 661                                                  |                                                      |
| 2007                                                 | 2007                                                 |                                                      | 645                                                  |                                                      |
| 2015                                                 | 2015                                                 |                                                      | 619                                                  |                                                      |
| 2021                                                 | 2021                                                 |                                                      | 587                                                  |                                                      |